# Stealing Apples
Pour les articles homonymes, voir Apple (homonymie).
Clip vidéo
[vidéo] « Fletcher Henderson - Stealing Apples », sur YouTube
[vidéo] « Lionel Hampton and Benny Goodman - Stealing Apples », sur YouTube
[vidéo] « Benny Goodman - Stealing Apples », sur YouTube
Stealin' Apples ou Stealing Apples (voler des pommes, en anglais) est un standard de jazz-swing, composé par Fats Waller et enregistré en 1936 par Fletcher Henderson et son bigband jazz chez Vocalion Records,. Il est repris en particulier par Benny Goodman (clarinette) et Lionel Hampton (vibraphone) pour la musique du film musical Si bémol et Fa dièse, de 1948.

## Historique
Ce titre est enregistré une première fois en 1936 par Fletcher Henderson au piano stride, avec son style Jazz Nouvelle-Orléans, chez Vocalion Records.

## Reprises
Ce standard de jazz est repris par de nombreux interprètes, dont : 
- 1937 : Artie Shaw et son orchestre[5].

- 1939 : Benny Goodman, en single et nombreux albums[6].

- 1944 : Glenn Miller, en V-Disc pour le « moral des troupes » de l’armée américaine sur le front de la Seconde Guerre mondiale[7].

- 1948 : Benny Goodman (clarinette) et Lionel Hampton (vibraphone) pour la musique du film musical Si bémol et Fa dièse de 1948[8], avec Mel Powell au piano, Harry Babasin à la contrebasse, Louie Bellson à la batterie, et Louis Armstrong, Tommy Dorsey, Virginia Mayo, et Danny Kaye en arrière plan[9].

## Au cinéma, musique de film
- 1948 : Si bémol et Fa dièse (A Song Is Born) de Howard Hawks, par Lionel Hampton et Benny Goodman.